# Index on Censorship

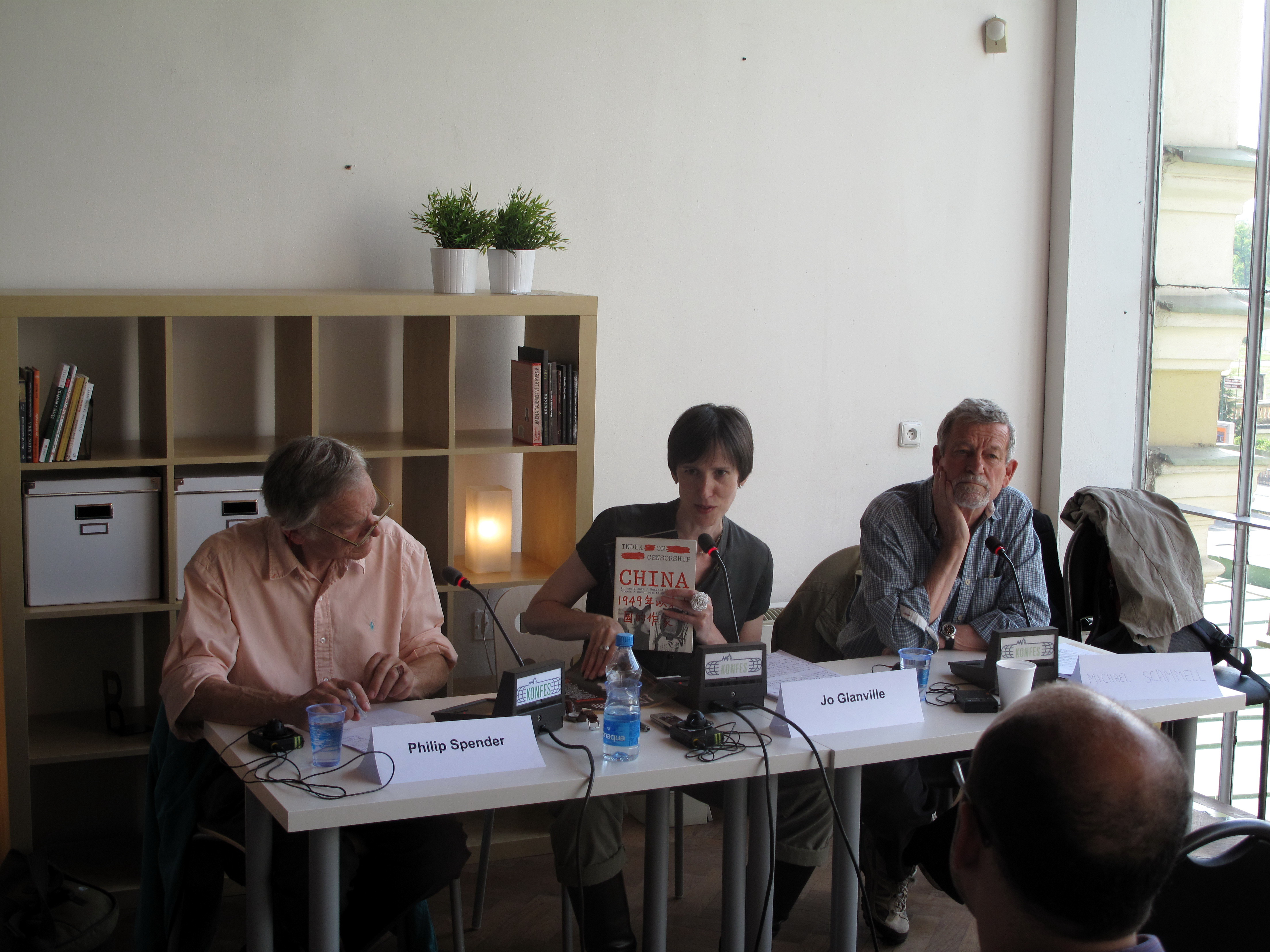
Philip Spender, Jo Glanville, Michael Scammell

Index on Censorship é uma organização sem fins lucrativos cujo objetivo é de promover a liberdade de expressão.